# 착한 남자
《착한 남자》는 2000년 2월 28일부터 같은 해 7월 1일까지 방영되었던 SBS 아침연속극으로 김화영(박영주 역)은 해당 작품을 끝으로 방송활동을 중단한 뒤 미국 하와이로 떠났다.

## 기획 의도
대가족이 모여 함께 살아가는 가족들의 에피소드를 통해, 사위로서의 남자, 남편으로서의 남자, 아버지로서의 남자, 장인으로서의 남자 등 '남자'에 대해 탐색하는 드라마

## 줄거리
나 여사의 어머니는 딸 둘을 낳은 뒤 남편이 죽자, 염소 키우기, 산나물 캐기 등으로 생계를 이어 오다, 30대 중반에 허리병을 얻은 후 사실상의 소녀 가장이 된 나 여사의 부양을 받으며 살았다.
나 여사는 그 때문에 고교를 겨우 졸업했고, 결혼 후에도 친정 어머니를 모시고 산다.
이런 가운데 나 여사의 동생 나낙심 역시 결혼에 실패하고 계속 언니에게 기대고 사는 중이다.
나 여사의 딸 이명애는 삼수를 해 전문대에 입학한 후 고시 준비생과 연애 결혼, 친정에 얹힌 뒤에 이 가족에 끝없이 파란을 일으킨다.
하지만 늦게나마 성숙의 과정을 밟아 나간다.
나 여사의 초등학교 동기 한여진은 부유한 양조장집 딸이고 대학 영문과를 졸업하는 등 나여사와는 성장 배경이 다르다.
나 여사, 한여진네 두 가족의 남편끼리도 인연이 있어서, 한여진의 남편 김성호는 나안심의 남편 보다 대학 일년 후배된다.
그는 재벌 기업에서 초고속으로 이사까지 승진했다가 곧바로 대기발령을 받았으며, 이때 지병이 드러나기까지 하자, 회사를 그만 둔다.
박정훈은 나 여사, 한여진과 같은 초등학교 동기생이고, 교장선생님의 아들이었다.
지금은 홀아비이고, 이 때문에 나 여사의 동생 나낙심 생각을 간절히 한다.
박정훈에겐 아나운서인 박영주라는 딸이 있는데, 한우진하고 가까워진다.

## 등장 인물

### 나 여사네
- 정재순(나안심 여사) : 48세, 고졸 출신, 활달한 성격, 방송국 성우
- 심양홍(이춘식) : 50세, 나 여사 남편, 세무공무원
- 박시은(이명애) : 23세, 이춘식&나안심 부부 외동딸, 삼수 후 전문대 졸업
- 유정우(김경수) : 25세, 사위, 고시 준비생
- 반효정(안심 모) : 70세, 나 여사 어머니, 이명애 할머니
- 유혜리(나낙심) : 40세, 나 여사 여동생, 이명애 이모

### 한여진네
- 이효춘(한여진) : 48세, 나 여사의 초등학교 동기, 양조장집 딸, 대학 영문과 졸업
- 이정길(김성호) : 49세, 한여진의 남편, 이춘식의 대학교 1년 후배, 회사 퇴직
- 조은숙(김유경) : 23세, 한여진 딸, 착실한 모범생, 잡지사 기사
- 홍요섭(한우진) : 33세, 한 여사 남동생, 소아과 의사

### 박정훈의
- 노주현(박정훈) : 48세, 나 여사, 한여진의 초등학교 동창
- 김화영(박영주) : 23세, 박정훈의 딸, 아나운서

### 그 외 인물
- 신영희[3] (카페주인) : 39세, 이혼녀
- 김은수, 이원재

## 참고 사항
- 작가 최연지는 97년 KBS 2TV 월화 미니시리즈 질주의 조기종영 이후 3년 만에 연속극 집필을 맡았으며 착한 남자가 SBS에서의 마지막 드라마 집필작이 되었다.

95년 다시 만날 때까지 이후 5년 만에 SBS로 돌아왔고, 그 이후 채널A 개국 특집 드라마 컬러 오브 우먼으로 집필활동을 재개했으며 이에 앞서 2006년 11월 삼화네트웍스와 전속계약을 맺고 미니시리즈를 집필할 예정이었으나 방송사 미확정으로 무산됐다.